# Philip Olivier
Philip Olivier (* 4. Juni 1980 in Liverpool) ist ein britischer Schauspieler, dessen bekannteste Rolle die des Timothy „Tinhead“ O’Leary in der Soap Opera Brookside war.
Er spielte in verschiedenen Hörspielen mit, basierend auf den Fernsehserien Doctor Who von Big Finish Productions. Im Jahr 2005 erhielt er eine Goldmedaille, nachdem er in der Reality-Show The Games mitspielte, wo er seinem Gegner vom Anfang bis zum Ende überlegen war.